# Vellinge–Skanör–Falsterbo Järnväg
| Unknown BSicon "exLSTR" |

| Unknown BSicon "exBHF" |

| Unknown BSicon "exABZgLl" | Unknown BSicon "exLSTRq" |  |

| Unknown BSicon "exBHF" |

| Unknown BSicon "exBHF" |

| Unknown BSicon "exBHF" |

| Unknown BSicon "exHST" |

| Unknown BSicon "exhKRZWae" |

| Unknown BSicon "exBHF" | Unknown BSicon "exnKHSTa" |  |

| Unknown BSicon "exSTR" | Unknown BSicon "exnABZgl" | Unknown BSicon "exnKHSTeq" |

| Unknown BSicon "exSTR" | Unknown BSicon "exnKHSTe" |  |

| Unknown BSicon "exBHF" |

| Unknown BSicon "exABZgl" | Unknown BSicon "exSTR+r" |  |

| Unknown BSicon "exSTR" | Unknown BSicon "exKHSTe" |  |

| Unknown BSicon "exKBHFe" |

| Unknown BSicon "exLSTR" |

| Unknown BSicon "exBHF" |

| Unknown BSicon "exABZgLl" | Unknown BSicon "exLSTRq" |  |

| Unknown BSicon "exBHF" |

| Unknown BSicon "exBHF" |

| Unknown BSicon "exBHF" |

| Unknown BSicon "exHST" |

| Unknown BSicon "exhKRZWae" |

| Unknown BSicon "exBHF" | Unknown BSicon "exnKHSTa" |  |

| Unknown BSicon "exSTR" | Unknown BSicon "exnABZgl" | Unknown BSicon "exnKHSTeq" |

| Unknown BSicon "exSTR" | Unknown BSicon "exnKHSTe" |  |

| Unknown BSicon "exBHF" |

| Unknown BSicon "exABZgl" | Unknown BSicon "exSTR+r" |  |

| Unknown BSicon "exSTR" | Unknown BSicon "exKHSTe" |  |

| Unknown BSicon "exKBHFe" |

Vellinge-Skanör-Falsterbo Järnväg, ursprungligen Hvellinge-Skanör-Falsterbo Järnvägsaktiebolag (HSFJ), var en 18 kilometer lång järnvägslinje som byggdes mellan 21 oktober 1898 och 18 maj 1904 på initiativ av bolaget. Linjen hade kostnadsberäknats till 545 000 kronor.

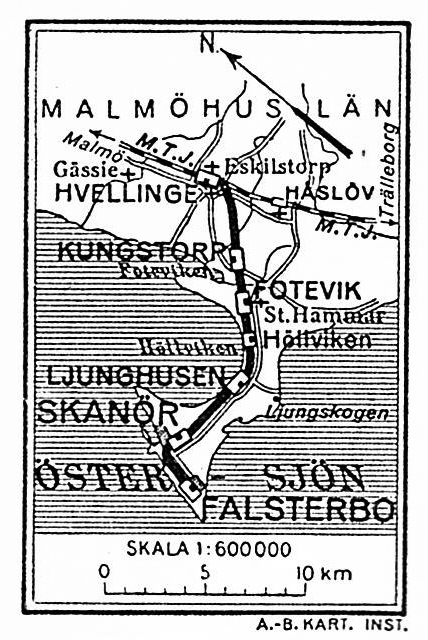
HSFJ. Karta 1926.

Banan hade från början stationer i Vellinge, Åkeshög, Kungstorp, Fotevik, Ljunghusen, Skanör och Falsterbo. Alla stationshus hade trappstegsgavlar och var byggda i tegel. De ritades av domkyrkoarkitekten Theodor Wåhlin. I Falsterbo och Vellinge fanns parallellstall vilka numera är rivna.

## Historia
Höllviken fick en hållplats 1910 men först på 1950-talet ett enklare stationshus i trä, som senare revs.
Järnvägen drevs med hjälp av intäkter från den starkt säsongsbetonade passagerartrafiken fram till 1919, då bolaget gick i konkurs. Den 1 januari 1920 drogs passagerartrafiken in och enbart posttransporter med dressin förekom. Reguljär trafik bedrevs sedan av Malmö-Trelleborgs Järnväg (MTJ) från maj månad 1920 till maj månad 1925, då det nybildade Hvellinge-Skanör-Falsterbo nya järnvägsaktiebolag, ett dotterbolag till MTJ, tog över driften.
Fram till 1924 skjutsade Hästspårvägen i Ljunghusen människor och bohag mellan de nybygda sommarhusen och stationen. Alltfler skaffade bil, och underlaget för spårvägen försämrades.
År 1926 lades stationen i Åkeshög formellt ned. I praktiken hade stationen varit slopad sedan 1920.
Trafiken var inställd under sommaren och hösten 1942 för installation av en klaffbro över Falsterbokanalen, som grävdes just då. På bron lades spåret bredvid bilvägen. När spåret revs, efter banans nedläggning 1971, blev järnvägens andel av brons bredd istället en gång- och cykelväg.
Den 1 juli 1943 gick banan än en gång i konkurs. Den blev därefter förstatligad i enlighet med riksdagens 1939 beslutade målsättning att förstatliga landets samtliga privatbanor.

## Nedläggning
Med tiden blev linjen allt mindre lönsam, och 23 augusti 1971 lades sträckan ned, tillsammans med MTJ-sträckan Vellinge – Södervärn (Malmö). Under 1971 och 1972 revs spåren och såldes till högstbjudande.

## Nutid
Mellan Falsterbo och Skanör är banvallen nu en grusväg samt gång- och cykelbana. Sträckan mellan Skanör och Ljunghusen fungerar idag som gång- och cykelväg parallellt med länsväg 100 och länsväg 100 mellan Höllviken och Vellinge har idag ungefär samma sträckning som järnvägen mellan nämnda orter hade. Tillsammans med banvallen tillhör stationshusen och godsmagasinet i Falsterbo de få kvarvarande spåren av järnvägen.

## Illustrationer

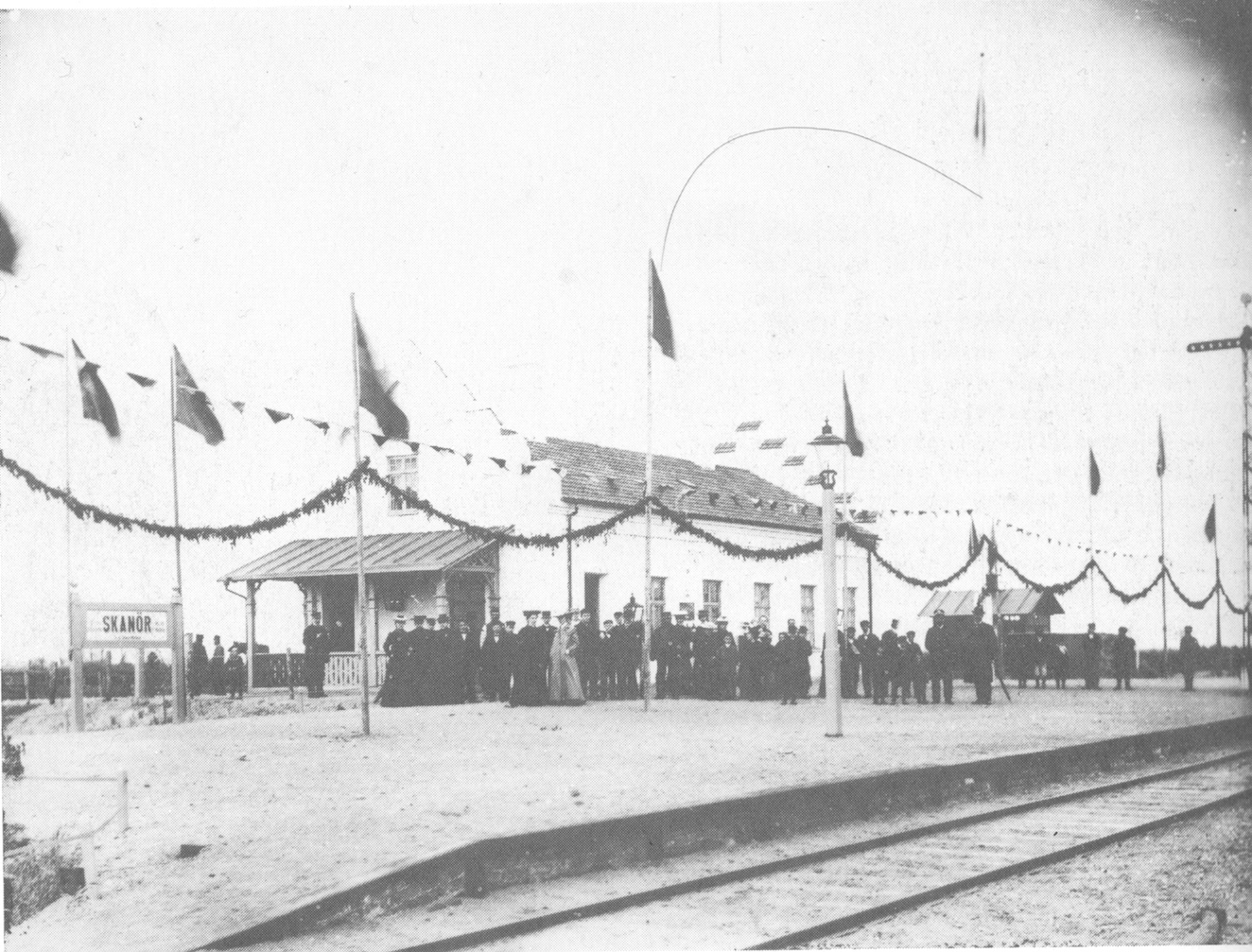
Skanörs station under invigningen 18 maj 1904.
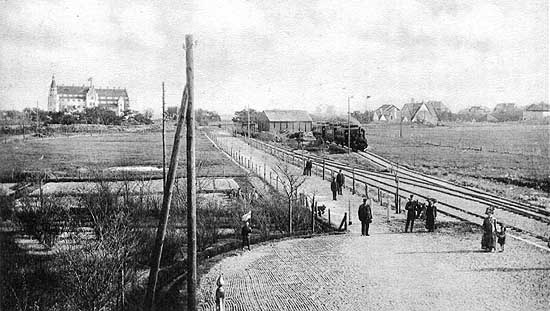
Vy från Falsterbo station ut över Hotell Falsterbohus 1915.